# Ammoniumkarbonat
Ammoniumkarbonat, (NH4)2CO3, sönderdelas liksom de flesta andra ammoniumsalter vid upphettning, och produkterna är i detta fall enbart gaser: ammoniak, koldioxid och vattenånga.
{\displaystyle {\rm {(NH_{4})_{2}CO_{3}(s)\rightarrow 2\ NH_{3}(g)+CO_{2}(g)+H_{2}O(g)}}}
Av denna anledning ingår ammoniumkarbonat i hjorthornssalt, som är ett speciellt bakpulver i matlagningen – speciellt, enär gasen ammoniak har en stickande lukt och kan orsaka besvär vid hanteringen. Redan i rumstemperatur kan det lukta starkt från hjorthornssalt. Denna egenskap utnyttjades fordom som s k luktsalt.
Ammoniumkarbonat förekommer också som surhetsgradsstabilisator (buffert) i många mediciner. Som livsmedelstillsats kan ammoniumkarbonat betraktas som ett jäsningsmedel, och används istället för bakpulver i kakor och kex.
Ammoniumkarbonat har E-nummer E 503.
Den 3 december 2008 beslutade EU om importstopp av ammoniumkarbonat som tillverkats i Kina.
Naturligt ammoniumkarbonat uppstår vid förruttnelse eller upphettning av kvävehaltiga organiska ämnen och finns t ex i gödningsämnet guano.
Det i handeln förekommande hjorthornssaltet är ej det naturliga saltet, utan en blandning av surt ammoniumkarbonat, (NH4)4H2(CO3)2 och ammoniumkarbamat, (NH2)CO·ONH4.

## Tillverkning
Ursprungligen framställdes ammoniumkarbonat genom torrdestillation av benknotor och horn, speciellt horn från hjortdjur, därav handelsnamnet hjorthornssalt. Ibland förekommer stavningen hjorthornsalt.
Tillverkning sker i övrigt genom upphettning av en blandning av salmiak eller ammoniumsulfat samt kalciumkarbonat (trivialnamn krita). Ångor därav leds till blykamrar, där saltet avsätts i form av vita, opaka stycken. Dessa är lösliga i 3 à 4 delar vatten.

## Farmakologinamn
- Ammonium carbonicum